# Puig de Gorners (la Vall d'en Bas)
El Puig de Gorners és una muntanya de 1.101 metres que es troba al municipi de la Vall d'en Bas, a la comarca catalana de la Garrotxa.